# Heraclit (filòsof peripatètic)
|  | Aquest article tracta sobre el filòsof peripatètic. Vegeu-ne altres significats a «Heràclit (desambiguació)». |

Heraclit (en llatí Heracleitus, en grec antic Ἡράκλειτος) fou un filòsof peripatètic grec, que menciona Plutarc (Adversus Colotem. p. 1115), i diu que va ser l'autor d'una obra que portava el títol de Ζωροάστρης (Zoroastres).